# 캘빈 골드스핑크
캘빈 골드스핑크(Calvin Goldspink, 1989년 1월 24일 ~ )는 잉글랜드의 배우이자 가수이다.

## 출연 작품
- 윌리엄 앤 케이트 (2011)